# 元钊
元钊（526年—528年5月17日），河南郡洛阳县（今河南省洛阳市东）人，魏孝文帝元宏曾孙，临洮王元寶暉之子，北魏皇帝。
魏孝明帝元诩厌恶灵太后的宠臣郑俨、徐纥等人，因为受到灵太后的威逼，不能将他们赶走，就秘密的命令尔朱荣带领军队前往洛阳，希望以此胁迫灵太后。尔朱荣以高欢为先锋，抵达上党，魏孝明帝又下诏让尔朱荣停止进军。郑俨和徐纥担心祸事惹到身上，就阴谋与灵太后用毒酒谋害魏孝明帝。武泰元年二月癸丑（528年3月31日），魏孝明帝突然死去。二月甲寅（528年4月1日），灵太后立魏孝明帝之女元氏为皇帝，大赦。既而下诏称：“潘充华本来生的是女儿，已故临洮王元宝晖的世子元钊，是高祖的后裔，适合接受皇位。”二月乙卯（528年4月2日），元钊即位。元钊当年才虚龄三岁，灵太后希望长久的独揽大权，所以贪图元钊年幼而册立他为皇帝。
建义元年四月庚子（528年5月17日），尔朱荣派遣骑兵逮捕灵太后和元钊，送到河阴，灵太后对尔朱荣多方辩解自己的行为，尔朱荣拂袖起身，灵太后和元钊都被沉入黄河，灵太后的妹妹胡玄辉将灵太后和元钊的尸体收敛在双灵寺中。
后世的皇帝们没有给元钊上庙号、谥号，也没有否认他的皇帝地位。后世修史的时候，也没有为他立本纪。《魏书》将他的死记载为“崩”，这是仅适用于皇帝、皇后去世的词。